# Готовцев, Александр Кондратьевич
Александр Кондратьевич Готовцев (Готовцов) (?—1819) — генерал-майор, директор Смоленского кадетского корпуса.
Воспитывался в 1-м кадетском корпусе, из которого в 1787 году был выпущен поручиком в армию. Через два года вернулся в корпус и до своей смерти служил в ведомстве военно-учебных заведений. В 1811 году произведён в полковники и 1 июля 1812 года был назначен шефом Смоленского кадетского корпуса. Был произведён в генерал-майоры 1 ноября 1816 года; 26 ноября 1816 года награждён орденом Св. Георгия 4-й степени (за выслугу лет).
Умер от чахотки 25 августа (6 сентября) 1819 года.